# Помра, Жоэль
Жоэль Помра (род. 1963) — французский драматург и режиссёр, хедлайнер и настоящая сенсация Авиньонского фестиваля 2006 года, где были представлены три его спектакля — «Красная шапочка» (фр. Le petit Chaperon rouge), «В мир» (фр. Au monde) и «Торговцы» (фр. Les marchands).
В 1990 году он создал собственную труппу, которую называет «Компани Луи Бруйяр».
«Компани Луи Бруйяр» ставит в среднем по одной пьесе Жоэля Помра в год, но собственной площадки не имеет, её спектакли выходят на разных сценах в разных городах Франции.
Так, «Полюсы» (1995) поставлены в Национальном драматическом центре Оверни, «Мой друг» (2001) — в Театре Пари-Вилетт, «Что мы сделали?» (2003) — в Национальном драматическом центре Нормандии, «К миру» (2004) и «Торговцы» (2006) — в Национальном театре Страсбурга, «Красная шапочка» — в Театре Бретиньи, «Одной рукой» (2005) — в Драматическом центре Тионвилля.  Сам Помра организует семинары для драматургов, читки, участвует в лабораторных театральных экспериментах.
В 2004 году благодаря успеху спектакля «К миру» «Компани Луи Бруйяр» много гастролирует и на сегодняшний день стала одной из самых заметных и востребованных французских трупп, работающих с современной драматургией.
В 2006 году сразу три спектакля Помра — «К миру», «Красная шапочка» и «Торговцы» — показываются в рамках юбилейного шестидесятого Авиньонского фестиваля.
В 2007 году «Компани Луи Бруйяр» становится на три года резидентом возглавляемого Питером Бруком  Театра Буфф дю Нор, на сцене которого в октябре 2007 года вышел его новый спектакль «Я дрожу», названный театральным обозревателем газеты «Ле Монд» Фабьен Дарж самой завершенной работой режиссёра.
Проекты Жоэля Помра отличаются необычным сценографическим решением, использованием современных аудиовизуальных технологий, сложной световой и звуковой партитурой.

## Признание и награды
- В 2007 году Помра удостаивается Гран-При в области драматургии за пьесу «Торговцы».